# Оландо-кепуре

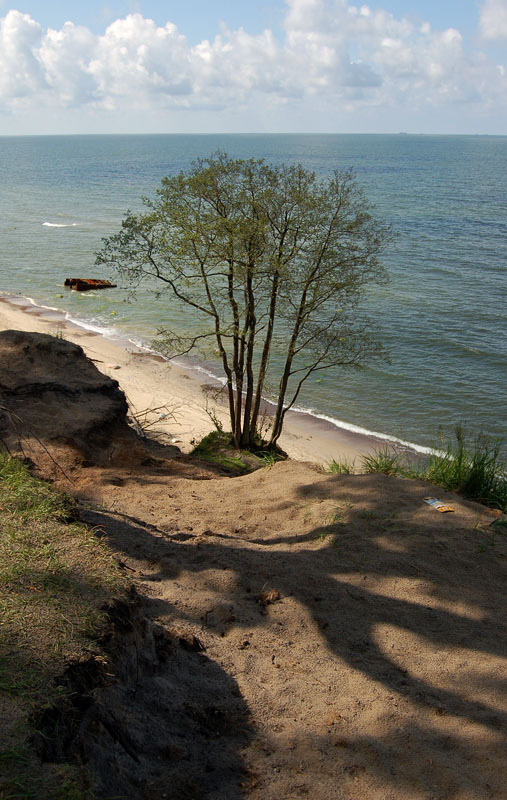
Вигляд з Оландо-кепуре

Оландо-кепуре або шапка голландця (лит. Olando kepurė) — пагорб з обривом заввишки 24,4 м в литовському Приморському регіональному парку, біля Каркле і 2 км на північ від Гіруляйя на узбережжі Балтійського моря. Він був створений 12000–15000 років тому під час останнього балтійського заледеніння.
Пагорб є параболічним, створеним еоловими процесами на моренному хребті. Місце розташування тепер піддається сильній ерозії Балтійським морем, яке виставляє різноманітні валуни з морени. Як наслідок, валунний щебінь накопичився на так званому пляжі. Коли база обриву зруйнована, земля сповзає по всій поверхні обриву, являючи приклад зсуву схилу.
Оландо-кепуре вже давно є навігаційним знаком для моряків і рибалок, і на початку XIX століття тут були зведені позначки, які з тих пір були показані на картах. Звідси відкривається вид на море з крутими береговими лініями і кам'янистими пляжами. Вершина обриву — гарне місце для перегляду птахів, що летять над морем.